# Scapheremaeus tillandsiae
Scapheremaeus tillandsiae är en kvalsterart som beskrevs av Fernández och Cleva 1997. Scapheremaeus tillandsiae ingår i släktet Scapheremaeus och familjen Cymbaeremaeidae. Inga underarter finns listade i Catalogue of Life.